# 洛州 (商洛)
洛州，中国五胡十六国至南北朝时设置的州。
前秦建元十六年（380年），将洛州移治丰阳县（今陕西省山阳县），下辖上洛郡、弘农郡，淝水之战后废。北魏太和十一年 （487年），一说太和十七年（493年）改荆州置洛州，治上洛县（今陕西商洛市商州区）。辖境相当今陕西省商洛市、山阳县、商南县、洛南县等区域。北周宣政元年（578年）改名商州。

## 历代刺史
北魏洛州刺史
- 贾儁（492年—497年）
- 元拔（501年—503年）
- 薛裔（507年—508年）
- 石荣（510年—513年）
- 刁遵（514年—516年）
- 伊瓮生（519年—520年）
- 李晔（521年）
- 宋维（521年—522年）
- 董绍（523年—528年）
- 陆子彰（528年—529年）
- 元季海（529年—533年）
- 穆建（534年）